# Jalpaiguri (Distrikt)

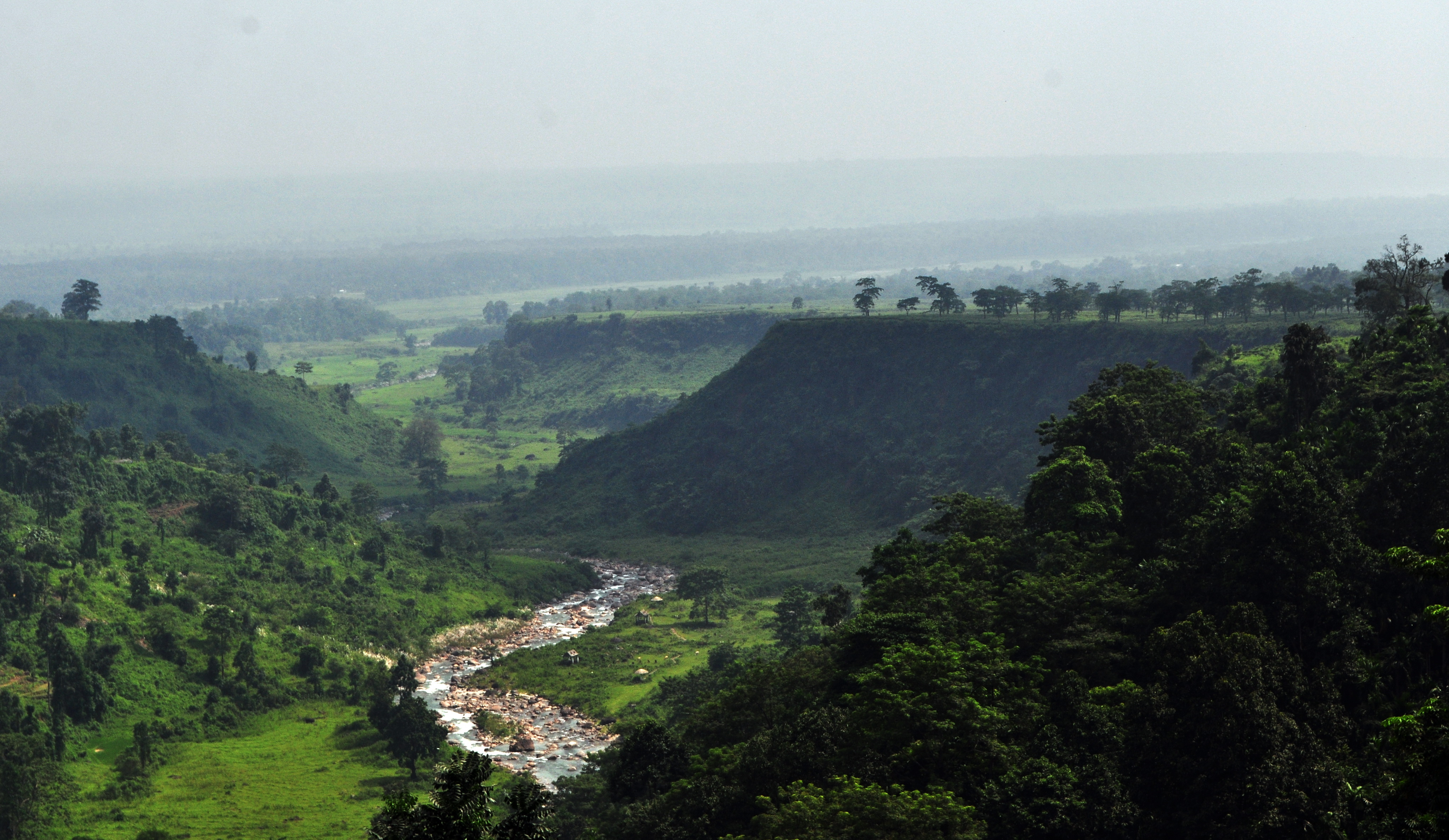
Landschaft nahe Samsing

Jalpaiguri (bengalisch জলপাইগুড়ি জেলা IAST Jalapāiguṛi jelā) ist ein Distrikt der Division Jalpaiguri des indischen Bundesstaates Westbengalen. Hauptsitz ist die gleichnamige Stadt Jalpaiguri.
Am 25. Juni 2014 wurde ein Teil des Distrikts abgetrennt und bildet nun den neu gegründeten Distrikt Alipurduar.

## Geografie
Der Distrikt Jalpaiguri erstreckte sich vor der Abtrennung des Distrikts Alipurduar im Jahr 2014 über ein Gebiet von 6.245 km² (danach 3386,18 km²). Er grenzt im Nordwesten an den Distrikt Darjiling, im Nordosten an das Königreich Bhutan, im Süden an die Republik Bangladesch und im Südosten an den Distrikt Koch Bihar. Die Landschaft ist weitgehend von Bergen und Flüssen – Tista, Torsa, Jaldhaka und Raidak – geprägt.
Der durchschnittliche jährliche Niederschlag liegt bei 3160 mm. Die Temperatur liegt je nach Jahreszeit zwischen 10,8 °C und 30,9 °C. Die durchschnittliche Luftfeuchtigkeit liegt bei 82 %.
Im Jahre 1992 wurde mit dem Buxa-Nationalpark der erste Nationalpark eröffnet, welcher eine Fläche von 117 km² hat. Im Jahre 1994 wurde der Gorumara National Park eröffnet, welcher eine Fläche von 79 km² hat.

## Bevölkerung
Anmerkung: der Distrikt wurde zwar erst 2014 geschaffen, doch gab es die deckungsgleiche Alipur(duar) subdivision bereits im 19. Jahrhundert. Die Ergebnisse von 1901 bis 1961 sind im District Census Hand Book des Distrikts Jalpaiguri aus dem Jahr 1966 aufgeführt. Die Ergebnisse ab 1971 sind die Ergebnisse der indischen Volkszählungen für die Subdivision Alipurduar im Distrikt Jalpaiguri.

### Einwohnerentwicklung
In den ersten Jahrzehnten des 20. Jahrhunderts wuchs die Bevölkerung nur schwach. Dies wegen Seuchen, Krankheiten und Hungersnöten. Seit der Unabhängigkeit Indiens hält die starke Bevölkerungszunahme weiterhin an. Während die Bevölkerung in der ersten Hälfte des 20. Jahrhunderts um nur rund 28 % zunahm, betrug das Wachstum in den fünfzig Jahren zwischen 1961 und 2011 110 %. Die Bevölkerungszunahme zwischen 2001 und 2011 lag bei nur 11,54 % oder rund 318.000 Menschen. Offizielle Bevölkerungsstatistiken der heutigen Gebiete sind seit 1901 bekannt und veröffentlicht.
| Jahr      | 1901    | 1911    | 1921    | 1931    | 1941    | 1951    | 1961    | 1971      | 1981      | 1991      |
| Einwohner | 427.411 | 460.521 | 452.715 | 467.920 | 527.029 | 548.351 | 795.623 | 1.015.437 | 1.308.937 | 1.673.160 |

### Bedeutende Orte
Die größten Städte sind Dabgram, Jalpaiguri und Shiliguri, wobei Shiliguri (218.718 Einwohner im Distrikt Jalpaiguri) die mit Abstand größte ist. Allerdings liegen etliche Quartiere von Shiliguri (insgesamt 513.264 Einwohner) im Distrikt Darjeeling. Im Distrikt gibt es 21 Orte, die als Städte (towns und census towns) gelten. Dennoch ist der Anteil der städtischen Bevölkerung im Distrikt nicht sehr hoch. Denn nur 752.805 der 2.381.596 Einwohner oder 31,61 % leben in städtischen Gebieten. Die acht Städte mit mehr als 25.000 Einwohnern sind:
Weitere Städte mit einer Einwohnerschaft von mehr als 10.000 Personen sind (Einwohnerzahl in Klammern): Banarhat Tea Garden (15.652), Odlabari (14.194) und Telipara Tea Garden D (11.535).

### Volksgruppen
In Indien teilt man die Bevölkerung in die drei Kategorien general population, scheduled castes und scheduled tribes ein. Die scheduled castes (anerkannte Kasten) mit (2011) 1.001.569 Menschen (42,05 Prozent der Bevölkerung) werden heutzutage Dalit genannt (früher auch abschätzig Unberührbare betitelt). Die scheduled tribes sind die anerkannten Stammesgemeinschaften mit (2011) 349.590 Menschen (Prozent der Bevölkerung), die sich selber als Adivasi bezeichnen. Zu ihnen gehören in Westbengalen 40 Volksgruppen. Da der heutige Distrikt Kalimpong 2011 noch zum Distrikt Darjeeling gehörte, ist eine Aufgliederung nach Volksgruppen nicht möglich (da die Zahlen nur bis Distriktshöhe aufgegliedert sind).
Die anerkannten Stammesgemeinschaften sind in den beiden Städten Mal (6,92 %) und Jalpaiguri (6,06 %) stark vertreten. Und haben ihre Hochburgen in den Blocks Nagrakata (49,16 %), Matiali (44,06 %), Mal (34,50 %) und Dhupguri (21,04 %).

## Wirtschaft
Jalpaiguri gehört zu den ärmsten Regionen Indiens. Im landesweiten Vergleich gehört es zu den 250 ärmsten Distrikten von insgesamt 601. Die Hauptwirtschaftszweige sind der Tourismus, der Teeanbau sowie die Land- und Forstwirtschaft.